# Catocala borthi
Catocala borthi és una espècie de papallona nocturna de la subfamília Erebinae i la família Erebidae.
Es troba a la Xina (Sichuan).